# Нихад Хрустанбеговић
Нихад Хрустанбеговић (Бијељина, 7. јун 1973) је босанскохерцеговачки и холандски композитор, хармоникаш и пијаниста из Амстердама. Сматра се јединим од најистакнутијих и најуспјешнијих соло концертних хармоникаша из Босне и Херцеговине и Холандије.

## Музичко образовање
Нихад је своје музичко образовање започео са 9 година у музичкој школи у Бијељини. Са 15 година кренуо је на Средња музичка школа у Тузли, код професора Мидхата Зулића. Између 1988. и 1991. године освојио је пет награда као хармоникаш на конкурсима за студенте музике у Босни и Херцеговини и бившој Југославији, од којих је три награде добио као солиста. Освојио је и прву награду на Републичком такмичењу Босне и Херцеговине. Наставио је своје музичко образовање у септембру 1995. године у Холандији на Академији умјетности у Арнему на Месијен академији – програму за мастер студије музике гдје је стекао звање доцента хармонике у јуну 2000. и звање мастера музике 2002. године, уз менторе Мини Декерс и Гери Данен. Током школовања учествовао је на многим пројектима, као што је „Европски пројекат за нову хармоникашку музику и перформанс”, интензиван програм за студенте хармонике у оригиналној музици. Похађао је неколико мастер предавања, укључујући предавања у Гронингену са Фридрихом Липсом, Маргит Керн, Џејмсом Крабом, као и у Тилбургу са Џозефом Макеролом.

## Професионална каријера
Нихад Хрустанбеговић је имао бројне наступе у Холандији:
- 1998. године у Вреденбург музичком центру у Утрехту током Златног јубилеја Фондације за студенте избјеглице у присуству Њеног величанства краљице Беатрикс од Холандије;
- 2005. године у „Knight Hal” у Хагу током петог „Ван Хојвен Гедхарт конгреса” и у Концертгебоув у Амстердаму.

Сарађивао је са уметницима, међу којима су Ал Ди Меола, Грејс Џоунс, џез оркестар Концертгебоува, акробатска плесна група Корпус, Флерк и Мозес Розенберг.
Нихад Хрустанбеговић је 2007. издао свој први соло албум „The Best of Concert Accordion”. Његов компакт-диск први пут је пуштен на холандској националној телевизији у програму „De Wereld Draait Door”. Самопроизведени снимак укључује класичне транскрипте (Бах, Скарлати, Григ, Паганини), оригинална савремена дјела за соло хармонику Губаидулина, као и свјетске музичке композиције (Семионов, Хрустанбеговић). Исте године је компоновао и свирао музику за телевизијске рекламе за Хајнекен, а изабран је за најуспјешнију личност босанскохерцеговачке заједнице у Краљевини Холандији. Током свог првог рецитала хармонике 6. јуна 2010. године у Концертгебоуву у Амстердаму, представио је свој други албум „Opus 87 The Cross over” и добио огромно признање у холандским новинама „Trouw” које је написао новинар Стен Ријвен: „Оно што је Пабло Касалс учинио за еманципацију виолончела, а Астор Пјацола за бандонеон, то Нихад Хрустанбеговић ради за хармонику. Он даје „клавиру за сиромашне људе” чудесно мјесто на концертној сцени”.

## Дискографија

### Албуми
- Une belle journée 2016
- The Four Seasons - Vivaldi (2015)
- Black Orpheus - Nihad Hrustanbegovic plays jazz (2013)
- Sevdah for Petronella - Nihad Hrustanbegovic plays the Piano (2013)
- Live in Het Concertgebouw Amsterdam (2011)
- Opus 87 The Cross over (2010)
- The Best of Concert Accordion (2007)[6]

Недавно је свирао са Грејс Џоунс, Ал Ди Меолом, као и џез оркестром Концертгебоува. Јуна 2010. године, имао је рецитал у „Клајне Цал” у Концергебоув у Амстердаму и представио је свој други соло компакт-диск, „Opus 87 The Cross over”.

## Занимљивости
- Нихад Хрустанбеговић је једини концертни хармоникаш на свијету који је имао концерт на хармоници у Хет Концертгебоув Амстердам која се сматра једном од три најбоље концертне дворане на свијету.
- Хрустанбеговић је написао музику за филм Цимер 606 режисера Питера Волкарта.[2]